# Герасименко, Михаил Петрович
Михаил Петрович Герасименко (21 ноября 1902, с. Лебедин Чигиринского уезда Киевской губернии, Российская империя (ныне Шполянский район, Украина) — 26 ноября 1961, Львов, УССР, СССР) — советский украинский историк-экономист и педагог. Доктор экономических наук (1961).

## Биография
Родился в селе Лебедин Чигиринского уезда Киевской губернии (ныне село Шполянского района Черкасской области Украины) в крестьянской семье. В 1923—1926 годах учился в Киевском институте народного хозяйства, в 1930 году окончил аспирантуру при АН УССР.
В 1926—1934 годах — преподаватель, заведующий кафедрой Киевского института народного хозяйства и Киевского инженерно-экономического института, в 1935—1941 годах — на экономической службе в организациях системы пищевой промышленности в городе Воронеже.
Участник Великой Отечественной войны, за образцовое выполнение боевых задач награждён орденом Красной Звезды и медалью «За боевые заслуги». В 1946—1952 годах — старший преподаватель, доцент Львовского торгово-экономического института, в 1952—1961 годах — заведующий отделением экономики Института общественных наук АН УССР. Специализировался в области истории народного хозяйства и экономической мысли Украины.
В 1949 году в Институте экономики АН УССР защитил кандидатскую диссертацию «Особенности аграрного развития украинских земель бывшей Галицкой Руси в эпоху феодализма». В 1961 году — докторскую диссертацию «Аграрные отношения в Галичине в период кризиса барщинного хозяйства».
Автор трудов:
- Николай Коперник. Выдающийся экономист эпохи раннего капитализма. К., 1953;
- Борьба трудящихся Западной Украины за воссоединение с Советской Украиной. К., 1955;
- 2-е вид. К., 1960 (в соавт.);
- Аграрные отношения в Галиции в эпоху кризиса барщинного хозяйства. К., 1959;
- Классы и социальные группы в Галичине в конце XVIII в. // Из истории западноукраинских земель. Вып.2. К., 1957;
- Из летописи народного гнева // Октябрь. 1957. № 2;
- Пауперизация и социальное расслоение сельского населения в Галичине в первой половине XIX в. // УИЖ. 1959. № 1.

Умер 26 ноября 1961 года во Львове.